# Rue Cardinale
Ne doit pas être confondu avec rue Cardinale (Aix-en-Provence).
La rue Cardinale est une voie située dans le quartier Saint-Germain-des-Prés du 6e arrondissement de Paris, en France.

## Situation et accès

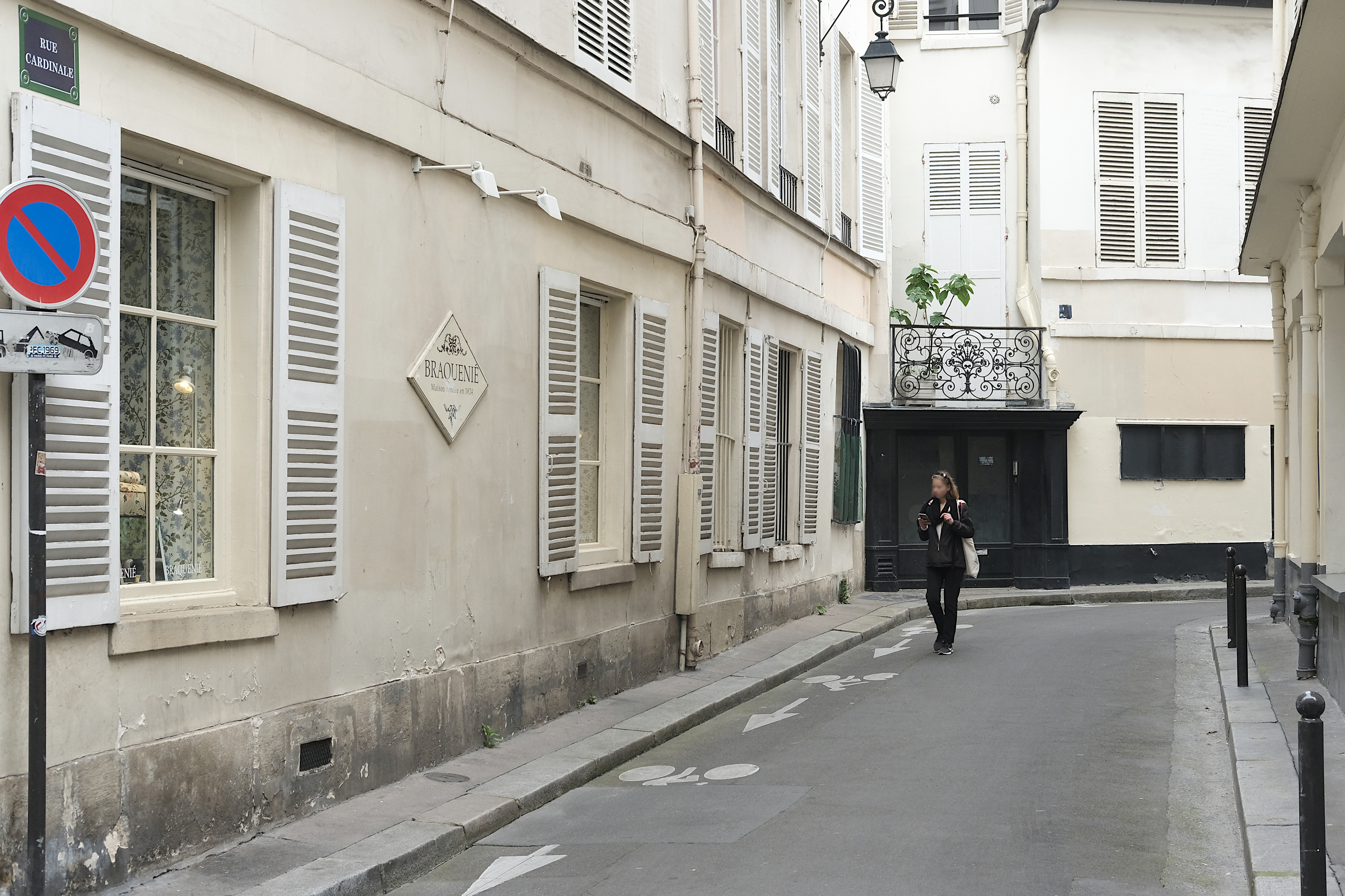
La rue Cardinale vue depuis la rue de Furstemberg.

La rue Cardinale est desservie à proximité par la ligne 10 à la station Mabillon. Cette voie, en forme de L, permet de relier les rues de Furstemberg et de l'Abbaye.

## Origine du nom
Le nom de cette voie fait référence au cardinal de Furstemberg (1629-1704), abbé commendataire de Saint-Germain-des-Prés (de 1697 à 1704), par les soins duquel « elle a été ouverte dans l'enclos de l'abbaye » dont il était titulaire.

## Historique
Ancienne voie ouverte sur les terrains de l'abbaye de Saint-Germain-des-Prés en 1699, la voie prend en 1804 le nom de « rue du Tribunal », puis de « rue Guntzbourg » en 1806 ; elle prend son nom actuel en 1815.

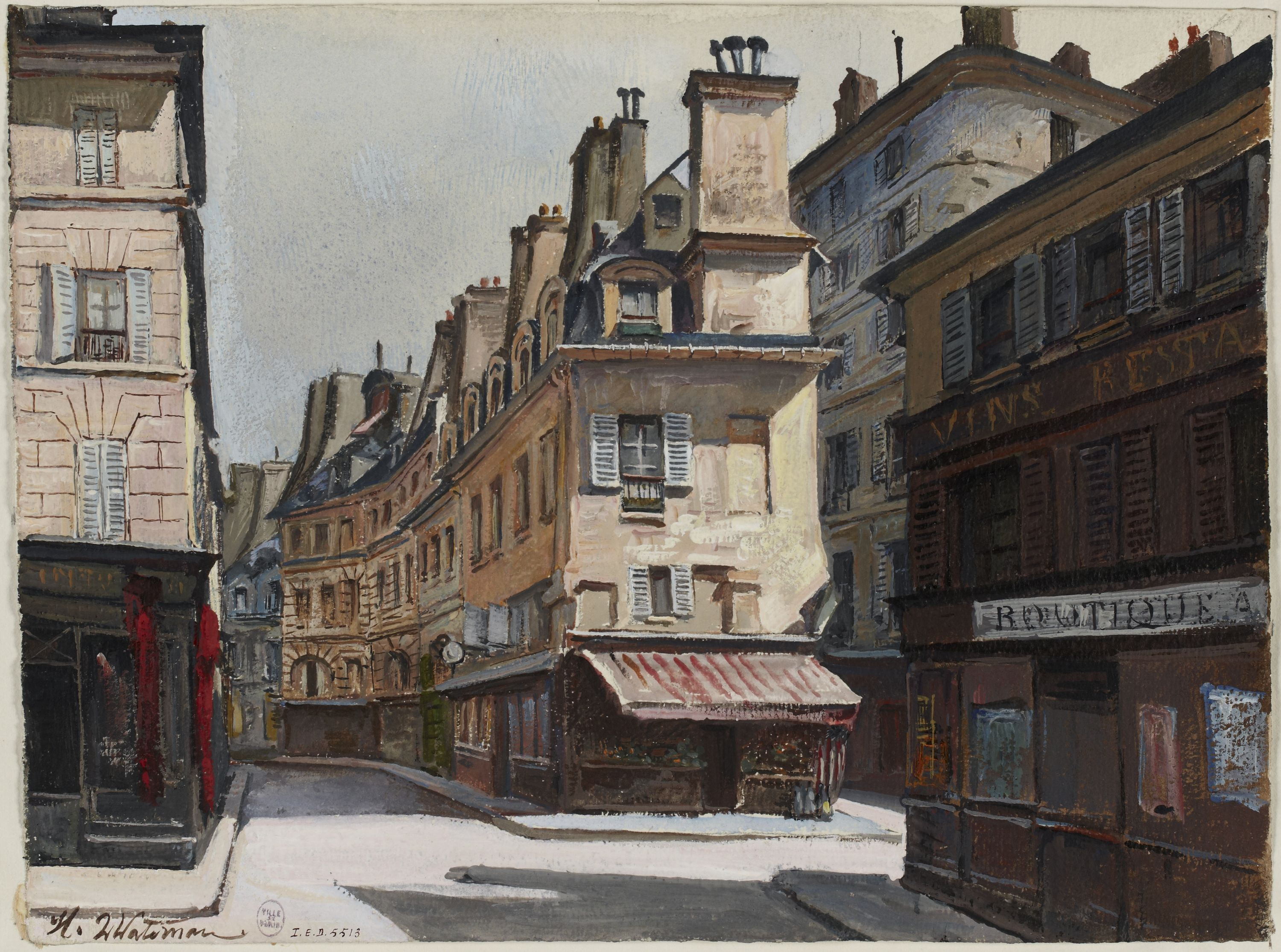
Rue Cardinale vue depuis le passage de la Petite-Bûcherie (Waternau, Herminie - 1907).
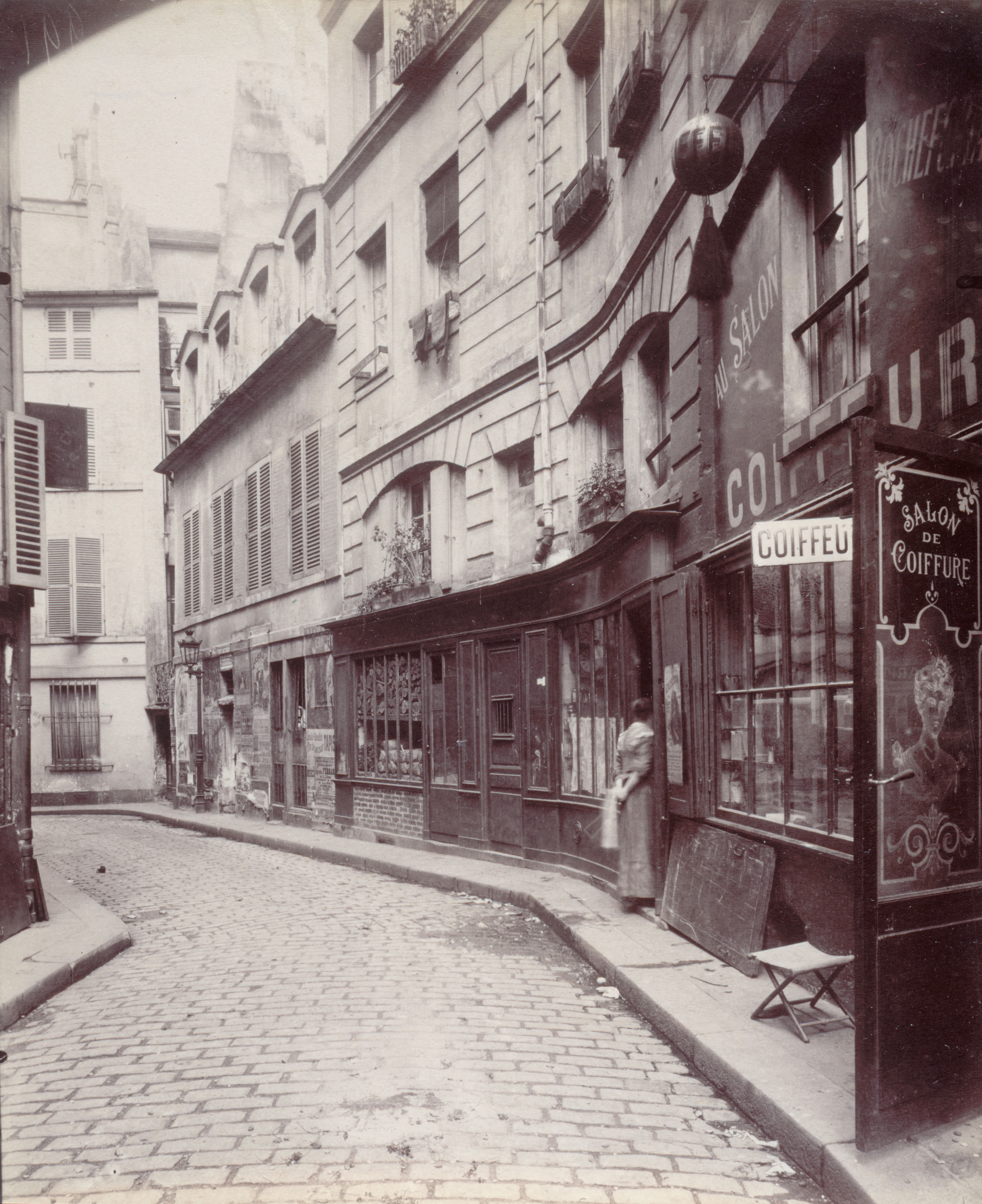
Vieille maison au n°5 (Eugène Atget, 1910).
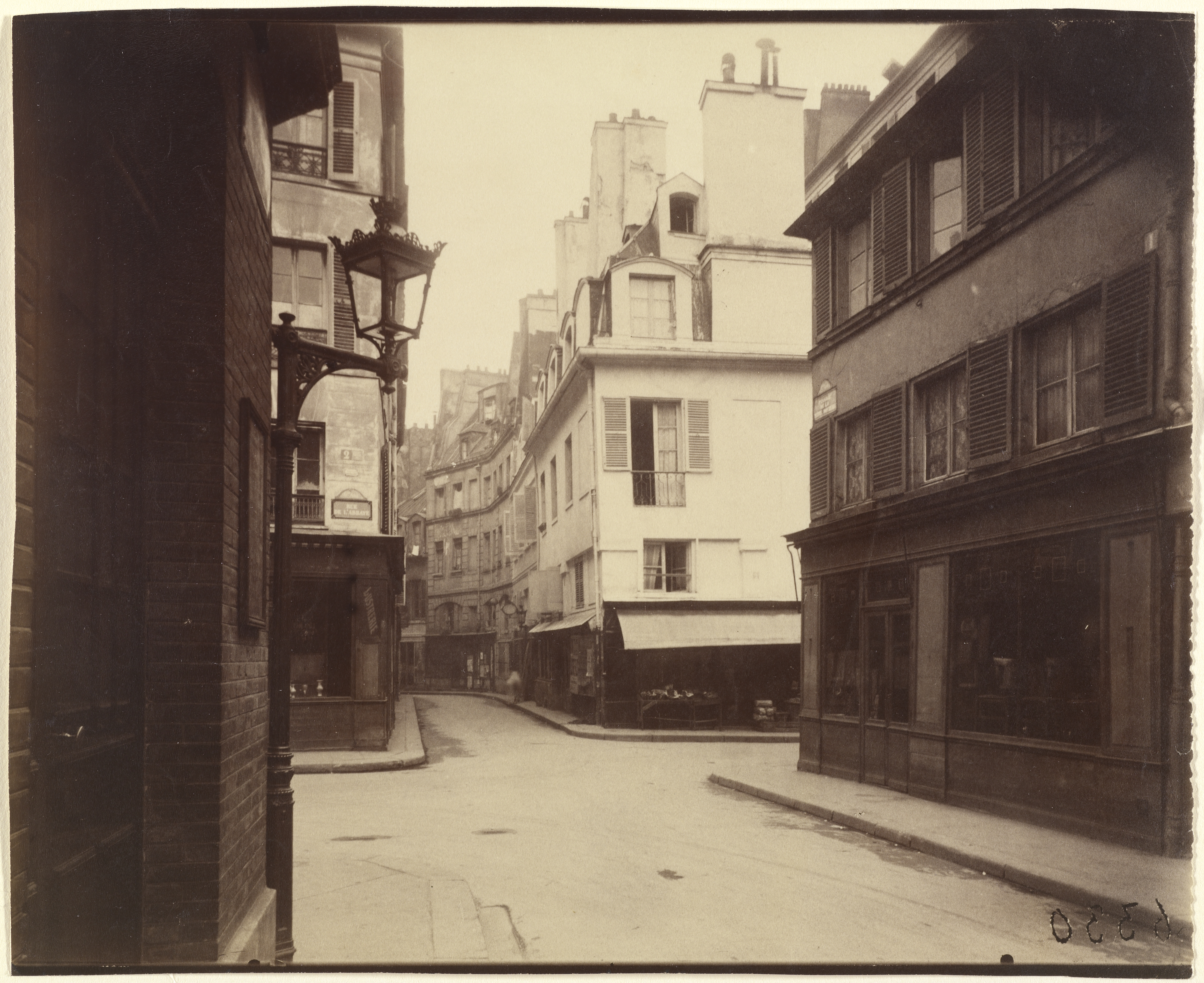
Rue Cardinale (Eugène Atget, 1922)